# Calvert DeForest
Calvert Grant DeForest, född 23 juli 1921 i New York, död 19 mars 2007 i West Islip, var en amerikansk skådespelare och komiker. DeForest, som ibland gick under rollfigursnamnet Larry "Bud" Melman, var främst känd för sin medverkan under Late Night with David Letterman (1982–1993) och Late Show with David Letterman (1993–2002).
DeForest föräldrar var Calvert Martin DeForest, en läkare som avled 1930, och Mabelle (Taylor) DeForest, som avled 1969. DeForest hävdade att hans far var släkt med Lee de Forest. DeForest växte upp i Bay Ridge, Brooklyn och innan han blev skådespelare arbetade han som kontorist på läkemedelsföretaget Parke-Davis. DeForest arbetade även som receptionist på ett behandlingscenter för drogberoende.
Den 1 februari 1982 gjorde DeForest sitt första framträdande på Late Night with David Letterman, där han spelade rollfiguren Larry "Bud" Melman. Efter bytet av TV-programmet från NBC till CBS under 1993, och skiftet av titeln till Late Show with David Letterman, så slutade DeForest använda sig av rollfiguren Larry "Bud" Melmans namn och han uppträdde istället som sig själv. DeForest fortsatte att medverka under Late Show with David Letterman fram till sin födelsedag 2002. 
DeForest avled den 19 mars 2007 på Good Samaritan University Hospital i West Islip efter flera år av dålig hälsa.